# Beach Break (2021)
Beach Break foi um episódio especial de wrestling profissional produzido pela All Elite Wrestling (AEW). O evento ocorreu em 3 de fevereiro de 2021 no Daily's Place em Jacksonville, Flórida, e foi transmitido pela TNT, como um episódio especial do programa semanal de televisão da AEW, Dynamite.

## Produção

### Conceito
Em novembro de 2020, o Beach Break foi anunciado para janeiro de 2021. No entanto, o evento foi posteriormente remarcado para 3 de fevereiro.
No episódio de 23 de dezembro do Dynamite, Kip Sabian e Penelope Ford anunciaram que se casariam no Beach Break. O padrinho Miro e seu mordomo Charles Taylor também foram anunciados para comparecer ao casamento.

### Rivalidades
| Função:              | Nome:                         |
| -------------------- | ----------------------------- |
| Comentaristas        | Jim Ross                      |
| Comentaristas        | Tony Schiavone                |
| Comentaristas        | Excalibur                     |
| Comentaristas        | Don Callis (Evento principal) |
| Anunciador de ringue | Justin Roberts                |
| Árbitros             | Aubrey Edwards                |
| Árbitros             | Bryce Remsburg                |
| Árbitros             | Mike Posey                    |
| Árbitros             | Paul Turner                   |
| Árbitros             | Rick Knox                     |
| Entrevistador        | Alex Marvez                   |
| Mestre de cerimônia  | James Mitchell                |

O Beach Break contou com lutas de wrestling profissional que resultaram de enredos roteirizados, onde os lutadores retrataram heróis, vilões ou personagens menos distinguíveis em eventos roteirizados que criaram tensão e culminaram em uma luta ou série de lutas. As histórias foram produzidas nos programas semanais da AEW, Dynamite e Dark e na série do YouTube dos The Young Bucks, Being The Elite.
No Winter Is Coming em 2 de dezembro de 2020, Kenny Omega derrotou Jon Moxley para vencer o AEW World Championship. Moxley retornou no New Year's Smash Night 1 em 6 de janeiro de 2021 para confrontar Omega, mas foi atacado por Omega e pelos Good Brothers (Doc Gallows e Karl Anderson). No episódio de 20 de janeiro do Dynamite, uma luta de trios entre Omega, Gallows e Anderson contra Moxley, Pac e Rey Fénix foi anunciada para o Beach Break.
Em 8 de janeiro, foi anunciado que uma luta entre Dr. Britt Baker, DMD e Thunder Rosa que estava programada para ser gravada no dia anterior para o episódio de 13 de janeiro do Dynamite foi cancelada devido ao contato de Rosa com uma pessoa que havia testado positivo para COVID-19. Em 13 de janeiro, a luta foi remarcada para o Beach Break.
No episódio de 20 de janeiro do Dynamite, uma batalha real de duplas foi anunciada para o Beach Break, com os vencedores recebendo uma luta pelo AEW World Tag Team Championship no pay-per-view do Revolution em 27 de fevereiro. Top Flight (Darius Martin e Daunte Martin), The Acclaimed (Anthony Bowens e Max Caster), Private Party (Isiah Kassidy e Marq Quen), Jurassic Express (Jungle Boy e Luchasaurus), The Inner Circle (Jake Hager e Sammy Guevara), (Santana e Ortiz) e (Chris Jericho e MJF), The Dark Order (Alex Reynolds e John Silver) e (Evil Uno e Stu Grayson) foram anunciados como participantes. Os Campeões Mundiais de Duplas da AEW The Young Bucks (Matt Jackson e Nick Jackson) anunciaram que também estariam participando da batalha real e, caso vencessem, escolheriam seus oponentes no Revolution. O FTR (Cash Wheeler e Dax Harwood) foram originalmente escalados para participarem da batalha real, mas foram removidos da luta e suspensos por uma semana pela AEW depois de atacarem o Jurassic Express (Jungle Boy e Luchasaurus) após a derrota de Harwood para Jungle Boy durante o episódio de 27 de janeiro do Dynamite. Eles foram substituídos por Alex Reynolds e John Silver da Dark Order.

## Depois do evento
Depois do evento principal, Kenta da New Japan Pro-Wrestling (NJPW) fez sua estréia na AEW e atacou Jon Moxley com seu finalizador, o Go 2 Sleep. Foi anunciado anteriormente que Moxley defenderia o IWGP United States Championship contra Kenta no episódio de 26 de fevereiro da NJPW Strong, intitulado The New Beginning USA. Posteriormente, foi anunciado que Kenta se juntaria a Kenny Omega contra Moxley e Lance Archer em uma luta Falls Count Anywhere no episódio de 10 de fevereiro do Dynamite.
Também foi anunciado que Darby Allin defenderia o AEW TNT Championship contra Joey Janela, o The Inner Circle (Chris Jericho e MJF) enfrentaria o The Acclaimed (Anthony Bowens e Max Caster), e a Nightmare Family (Cody Rhodes e Lee Johnson) enfrentariam Peter Avalon e Cezar Bononi no episódio de 10 de fevereiro do Dynamite.
Todos os dezesseis participantes do AEW Women's World Championship Eliminator Tournament foram anunciadas, com as lutas acontecendo nos Estados Unidos e Japão.
Foi anunciado que no episódio de 3 de março do Dynamite, Shaquille O'Neal e Jade Cargill enfrentarão Cody Rhodes e Red Velvet.

## Resultados
| Nº                                          | Resultados | Estipulações | Tempo |
| ------------------------------------------- | --- | --- | ----- |
| 1                                           | Chris Jericho venceu eliminando por último Darius Martin                                                                                | Batalha real de duplas por uma luta pelo AEW World Tag Team Championship no Revolution Se os The Young Bucks (c) vencessem, eles escolheriam seus oponentes para o Revolution. | 12:00 |
| 2                                           | Dr. Britt Baker, D.M.D. (com Rebel) derrotou Thunder Rosa por nocaute                                                                   | Luta individual | 13:15 |
| 3                                           | Adam Page e Matt Hardy derrotaram Chaos Project (Luther e Serpentico)                                                                   | Luta de duplas | 3:55  |
| 4                                           | Lance Archer (com Jake Roberts) derrotou Eddie Kingston (com The Butcher, The Blade, e The Bunny)                                       | Luta Lumberjack | 7:00  |
| 5                                           | Kenny Omega e The Good Brothers (Doc Gallows e Karl Anderson) (com Don Callis) derrotaram Jon Moxley e Death Triangle (Pac e Rey Fénix) | Luta de trios | 15:25 |
| (c) – Refere-se aos campeões antes da luta. | | |       |

1. ↑  O parceiro de Jericho na batalha real era MJF, portanto eles irão lutar pelos títulos.
2. ↑  Outros competidores por ordem de eliminação: Daunte Martin, Alex Reynolds, Jake Hager, Matt Jackson, Anthony Bowens, Stu Grayson, Luchasaurus, Evil Uno, Marq Quen, John Silver, Ortiz, Santana, Isiah Kassidy, Nick Jackson, Jungle Boy, MJF, Max Caster, e Sammy Guevara